# 西念寺 (笠間市)
西念寺（さいねんじ）は、茨城県笠間市稲田にある仏教寺院。浄土真宗別格本山。単立寺院。浄土真宗の宗祖・親鸞はこの地で『教行信証』の製作を開始し草稿本を撰述したと伝えられる。浄土真宗立教開宗の聖地として、真宗門徒の崇敬を集めている。

## 概略

### 親鸞による東国布教
建永2年2月28日（1207年3月28日）、法然の吉水教団門下の親鸞は承元の法難により流罪となり、越後国国府に配流される。建暦元年（1211年）11月に赦免の宣旨が下る。赦免後も2年半ほど越後に留まる。建保2年（1214年）に常陸国稲田の領主であった稲田九郎頼重の招きに応じて「吹雪谷」と呼ばれたこの地に草庵を結び、「稲田の草庵」と呼ばれる。62、3歳頃に、帰京する。東国における布教は、約20年間に渡る。門弟たちの住所が、この草庵を中心とした30kmの同心円内にほぼ収まるため、稲田の地を拠点とし布教したと考えられる。親鸞にまつわる伝承が残される地域の範囲からも、常陸・下総・下野の三ヶ国を中心に、広く関東から東北まで布教を行ったと考えられる。

### 「稲田の草庵」の寺格化
西念寺初世・頼重房敎養（稲田九郎頼重）が、草庵を念仏道場として受け伝える。第四世・宗慶が嘉元2年（1304年）に、後二条天皇の御宇朝廷に奉達し寺院となる。宇都宮泰綱の遺命により西念寺と寺号を定める。

## 伽藍
本堂内陣中央の須弥壇上の宮殿内に本尊阿弥陀如来立像を安置する。内陣より向って右側の本間壇上に「宗祖親鸞聖人御影像」、左側の本間壇上に「恵信尼公御影像」を安置する。同じく右側の余間壇上に開基「敎養上人像」と「七高僧像」（ともに絵像）、左側の余間壇上に「聖徳太子像」（絵像）を奉掛する。
単立寺院として中立性を保つため内陣に特徴があり、大谷派と本願寺派の荘厳を用いる。
大谷派様式
本尊 - 阿弥陀如来立像
卓類 - 上卓・前卓・御讃卓
具足類 - 華瓶・火舎香炉・鶴亀燭台・花瓶・金香炉・土香炉
輪灯瓔珞
祖師御影像厨子
鳴り物 - キン・雲輪・キン台
本願寺派様式
宮殿
輪灯
金灯籠
隅珱珞（宝鐸）
外陣香炉
御簾
恵信尼公御影像厨子